# Уберитас на монетах Древнего Рима
Уберитас (Убертас, Уберита) (лат. Uberitas, Ubertas) — персонификация плодородия, изображавшаяся на монетах Римской империи начиная с правления императора Деция Траяна. Символизировала богатство империи.
Уберитас изображалась на монетах в виде женской фигуры с рогом изобилия и предметом, который в различных источниках определяют как кошелёк, мешок с деньгами, виноградную лозу или (по мнению Целестина Каведони) коровье вымя. Изображение Уберитас имеет сходство с изображением Абунданции — персонификации изобилия, также помещавшимся на монетах империи.
Варианты легенд на реверсах монет с изображением Уберитас: VBERITAS AVG, VBERTAS AVGG, VBERTAS AVG, VBERTAS SAECVLI.

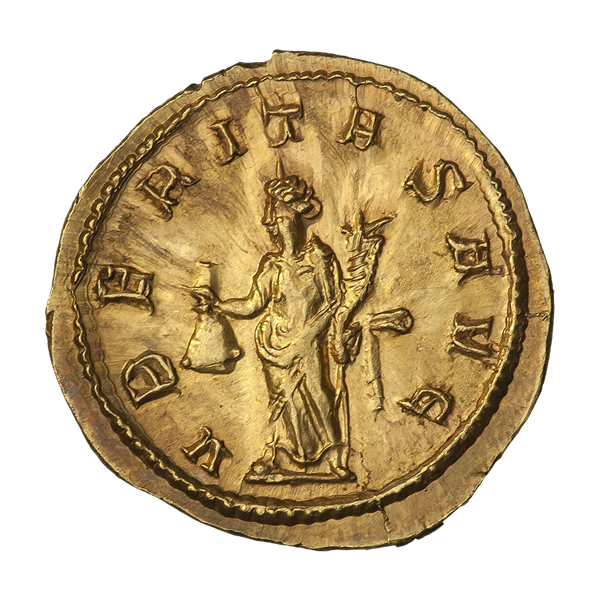
Ауреус Деция Траяна, ок. 249—251 гг., легенда — VBERITAS AVG
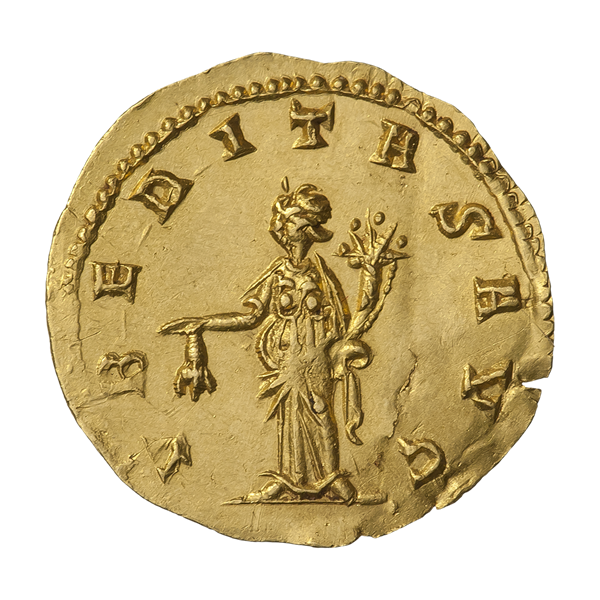
Золотой квинарий Галлиена, ок. 260—268 гг., легенда — VBERITAS AVG